# 邵家大屋
29°54′10.18″N 121°38′54.68″E / 29.9028278°N 121.6485222°E
邵家大屋位于中国浙江省宁波市鄞州区梅墟街道姚家弄2号，清朝建筑，建筑坐北朝南，由门厅、正厅、东西厢房、辅助用房组成，2023年9月1日公布为宁波市文物保护单位。